# ウラカウィテス
ウラカウィテス（学名：Urakawites）は、日本、ロシア（樺太）、ブリティッシュコロンビア、カナダ、おそらくドイツとアンゴラの後期白亜紀（カンパニアン）に生息していた絶滅したアンモナイトの属。ウラカウィテスはパキディスカス科に属する。
ウラカウィテスは、二つ隆起（両側に二列の隆起がある）を持ち、強い肋があり、中程度に圧縮された殻が特徴である。